# Yassine Amier
Yassine Amier (* 28. Februar 1962) ist ein algerischer Tennisspieler.

## Werdegang
Amier wurde zwischen 1979 und 1987 sechs Mal in die algerische Davis-Cup-Mannschaft berufen. Er bestritt zehn Einzel und fünf Doppel und blieb in allen Spielen ohne Sieg.